# Mam Smith
Mam Smith ist eine US-amerikanische Schauspielerin, Stuntwoman und Intimitätskoordinatorin.

## Leben
Smith ist Absolventin der New York University. Sie ist verheiratet und Mutter von drei Kindern.
Als Schauspielerin wirkte sie 1996 im Kurzfilm Sweet Dreams, Kid mit und stellte 2002 in acht Episoden der Fernsehserie Oz – Hölle hinter Gittern die Rolle der Lulu dar. Eine größere Filmrolle erhielt sie 2011 im B-Movie Die drei Musketiere – Alle für einen und Waffen für alle! als Winter. Episodenrollen erhielt sie unter anderem in Law & Order: Special Victims Unit, Body of Proof, Hostages, Public Morals und NOS4A2. Sie ist ebenfalls als Stuntfrau und Stuntkoordinatorin tätig.
Als Intimitätskoordinatorin war sie unter anderem an mehreren Episoden der Fernsehserien Westworld, Made for Love, In Treatment: Der Therapeut, Noch nie in meinem Leben …, Tyler Perry’s Bruh, Ruthless oder Special Ops: Lioness beteiligt.

## Filmografie (Auswahl)

### Schauspiel
- 1996: Sweet Dreams, Kid (Kurzfilm)
- 2002: Oz – Hölle hinter Gittern (Oz, Fernsehserie, 8 Episoden)
- 2005: Law & Order: Special Victims Unit (Fernsehserie, Episode 6x14)
- 2005: Stay
- 2006: The Gymnast
- 2011: Body of Proof (Fernsehserie, Episode 1x06)
- 2011: Die drei Musketiere – Alle für einen und Waffen für alle! (3 Musketeers)
- 2013: Hostages (Fernsehserie, Episode 1x11)
- 2015: Public Morals (Fernsehserie, Episode 1x08)
- 2019: NOS4A2 (Fernsehserie, Episode 1x04)

### Stunts
- Liebe, Lüge, Leidenschaft (One Life to Live, Fernsehserie)
- 2002: Desert Saints
- 2002: Monk (Fernsehserie, Episode 1x01)
- 2003: Marci X – Uptown Gets Down (Marci X)
- 2003: One Tree Hill (Fernsehserie)
- 2003: Engel in Amerika (Angels in America, Miniserie, 3 Episoden)
- 2004: Satan’s Little Helper
- 2004: Der Manchurian Kandidat (The Manchurian Candidate)
- 2004–2011: Rescue Me (Fernsehserie, 5 Episoden)
- 2005: Stay
- 2005: Die Familie Stone – Verloben verboten! (The Family Stone)
- 2005; 2007: Criminal Intent – Verbrechen im Visier (Law & Order: Criminal Intent, Fernsehserie, 2 Episoden)
- 2005–2023: Law & Order: Special Victims Unit (Fernsehserie, 19 Episoden)
- 2006: All My Children (Fernsehserie, Episode 1x9409)
- 2006: The Bedford Diaries (Miniserie)
- 2006: Brotherhood (Fernsehserie, Episode 1x01)
- 2009: Transformers – Die Rache (Transformers: Revenge of the Fallen)
- 2009–2012: Royal Pains (Fernsehserie, 5 Episoden)
- 2010: The Ellen DeGeneres Show (Fernsehsendung, Episode 7x87)
- 2010: Michael Jackson’s This Is It (Michael Jackson’s This Is It) (Musikdokumentarfilm)
- 2010: Zu scharf um wahr zu sein (She’s Out of My League)
- 2011: Mega Python vs. Gatoroid (Fernsehfilm)
- 2011: Paul – Ein Alien auf der Flucht (Paul)
- 2011: Body of Proof (Fernsehserie, 3 Episoden)
- 2011: Drive
- 2011. Cheyenne – This Must Be the Place (This Must Be the Place)
- 2011: Arthur (Kurzfilm)
- 2011: Deadly Sibling Rivalry (Fernsehfilm)
- 2011: Violet & Daisy
- 2011: The Office (Fernsehserie, Episode 8x03)
- 2011: Weekends at Bellevue (Fernsehfilm)
- 2011–2012: Pan Am (Fernsehserie, 6 Episoden)
- 2011–2016: Unforgettable (Fernsehserie, 35 Episoden)
- 2012: Men in Black 3
- 2012: Gossip Girl (Fernsehserie, Episode 5x24)
- 2012: Der Chaos-Dad (That’s My Boy)
- 2012: The Dark Knight Rises
- 2012: Vamps – Dating mit Biss (Vamps)
- 2012: The Office (Fernsehserie, Episode 1x02)
- 2012: Grimm (Fernsehserie, Episode 2x06)
- 2012: Layover (Fernsehfilm)
- 2012: 666 Park Avenue (Fernsehserie, 2 Episoden)
- 2012–2017: Elementary (Fernsehserie, 4 Episoden)
- 2013: Smash (Fernsehserie, Episode 2x05)
- 2013: The Following (Fernsehserie, 11 Episoden)
- 2013: Golden Boy (Fernsehserie, 7 Episoden)
- 2013: Save Me – Nicht schon wieder! (Save Me, Fernsehserie)
- 2013: Rizzoli & Isles (Fernsehserie, Episode 4x02)
- 2013: R.I.P.D.
- 2013–2014: Hostage (Fernsehserie, 8 Episoden)
- 2013–2014: Blue Bloods – Crime Scene New York (Blue Bloods, Fernsehserie, 13 Episoden)
- 2013–2014: Switched at Birth (Fernsehserie, 12 Episoden)
- 2013–2014: Under the Dome (Fernsehserie, 4 Episoden)
- 2013–2019: The Blacklist (Fernsehserie, 20 Episoden)
- 2014: The Scribbler – Unzip Your Head (The Scribbler)
- 2014: Noah
- 2014: Die Schadenfreundinnen (The Other Woman)
- 2014: Transcendence
- 2014: Black Box (Fernsehserie, 2 Episoden)
- 2014: The Americans (Fernsehserie, 3 Episoden)
- 2014: Salem (Fernsehserie, Episode 1x08)
- 2014: The Leftovers (Fernsehserie, Episode 1x10)
- 2014: Wildflower
- 2014: The Money (Fernsehfilm)
- 2014–2015: Person of Interest (Fernsehserie, 3 Episoden)
- 2014–2016: Detective Laura Diamond (The Mysteries of Laura, Fernsehserie, 13 Episoden)
- 2014–2018: The Affair (Fernsehserie, 7 Episoden)
- 2015: Forever (Fernsehserie, Episode 1x16)
- 2015: Public Morals (Fernsehserie, Episode 1x07)
- 2015: Marvel’s Jessica Jones (Fernsehserie, 2 Episoden)
- 2015–2019: Gotham (Fernsehserie, 5 Episoden)
- 2016: Power (Fernsehserie, Episode 3x05)
- 2016: Girl on the Train (The Girl on the Train)
- 2016–2020: Westworld (Fernsehserie, 2 Episoden)
- 2017: Blindspot (Fernsehserie, 2 Episoden)
- 2017: Time After Time (Fernsehserie, 6 Episoden)
- 2017: Mission Control (Fernsehfilm)
- 2019: Madam Secretary (Fernsehserie, Episode 5x13)
- 2019: NOS4A2 (Fernsehserie, Episode 1x04)
- 2019: Living with Yourself (Fernsehserie, Episode 1x01)
- 2024: Madame Web